# ちよだ文学賞
ちよだ文学賞（ちよだぶんがくしょう、CHIYODA BUNGAKU SHO）は、東京都千代田区が主催する文学賞である。ちよだジュニア文学賞についても、本項で述べる。

## 概要
2006年から実施されている。読売新聞社が共催し、小学館が後援している。千代田区がもっている文化的・歴史的な魅力をアピールするとともに、多くの人が活字に触れることで、文字・活字の大切さを改めて考えるきっかけとなることを目指している。選考の対象は、日本語で書かれた未発表の小説で、テーマやジャンルは問われない。千代田区ゆかりの人物や、千代田区の名所・旧跡、歴史などを題材にした作品が歓迎される。原則として、大賞と千代田賞が表彰される。千代田賞は、千代田区がもっている文化的・歴史的な魅力をアピールする作品から選考される。第3回の大賞受賞作「森崎書店の日々」は、2010年に菊池亜希子主演で映画化されている。
受賞作と最終候補作は作品集として、千代田区の書店や千代田区役所などで発売される。また作品の著作権は作者ではなく、千代田区に帰属することとなっており、応募したと同時に著作権譲渡に同意したとみなされる。

## 選考委員
逢坂剛　（第1回/2006年 - 現職）　
唯川恵　（第１回/2006年 - 現職）
堀江敏幸　（第4回/2009年 - 第10回/2015年）
角田光代　（第11回/2016年 - 現職）

## 受賞作一覧
| 回（年）         | 応募総数 | 賞           | 受賞・入選作                            | 著者       |
| ---------------- | -------- | ------------ | --------------------------------------- | ---------- |
| 第1回（2006年）  | 372編    | 大賞         | 「櫻観音」                              | 紫野貴李   |
| 第1回（2006年）  | 372編    | 優秀賞       | 「桜散る」                              | 中村豊     |
| 第1回（2006年）  | 372編    | 優秀賞       | 「鞘師勘兵衛の義」                      | 早瀬徹     |
| 第1回（2006年）  | 372編    | 逢坂剛特別賞 | 「桜を愛でる」                          | 仁科友里   |
| 第2回（2007年）  | 151編    | 大賞         | 「レジェスの夜に」                      | 恵茉美     |
| 第2回（2007年）  | 151編    | 優秀賞       | 「山川さんは鳥を見た」                  | 咲木ようこ |
| 第2回（2007年）  | 151編    | 佳作         | 「獅子で勝負だ、菊三」                  | 早瀬徹     |
| 第3回（2008年）  | 242編    | 大賞         | 「森崎書店の日々」                      | 八木沢里志 |
| 第3回（2008年）  | 242編    | 優秀賞       | 「永青」                                | 篠原紀     |
| 第3回（2008年）  | 242編    | 唯川恵特別賞 | 「空見子の花束」                        | 遊座理恵   |
| 第4回（2009年）  | 298編    | 大賞         | 「ケニア夜間鉄道」                      | 滝洸一郎   |
| 第4回（2009年）  | 298編    | 唯川恵特別賞 | 「化け猫音頭」                          | 松嶋チエ   |
| 第5回（2010年）  | 279編    | 大賞         | 「夏の宴」                              | 脇真珠     |
| 第5回（2010年）  | 279編    | 優秀賞       | 「寝台特急事件」                        | 滝本正和   |
| 第6回（2011年）  | 393編    | 大賞         | 「オッフェルトリウム」                  | 鈴木智之   |
| 第7回（2012年）  | 626編    | 大賞         | 「神田伯山」                            | 工藤健策   |
| 第8回（2013年）  | 522編    | 優秀賞       | 「つなわたり」                          | 一ノ宮慧   |
| 第9回（2014年）  | 478編    | 大賞         | 「俎板橋からずっと」                    | 阿部安治   |
| 第9回（2014年）  | 478編    | 千代田賞     | 「紅い夏みかん」                        | 大沼菜摘   |
| 第10回（2015年） | 431編    | 大賞         | 「初音の日」                            | 梅田丘匝   |
| 第10回（2015年） | 431編    | 千代田賞     | 「ぬしのはなし」                        | 樋口鳳香   |
| 第11回（2016年） | 373編    | 大賞         | 「りんごの芽」                          | 愛内紫音   |
| 第11回（2016年） | 373編    | 千代田賞     | 「橋わたり」                            | 増田義雄   |
| 第12回（2017年） | 396編    | 大賞         | 「恋愛小説」                            | 志岐奈津子 |
| 第12回（2017年） | 396編    | 千代田賞     | 「ダイアリー」                          | 新藤あり紗 |
| 第13回（2018年） | 336編    | 大賞         | 「アティチュード」                      | 訪橋美喜   |
| 第13回（2018年） | 336編    | 千代田賞     | 「ここは秋葉湯、アキバの湯」            | 岡田三千代 |
| 第14回（2019年） | 312編    | 大賞         | 「光射す方に」                          | 真野光一   |
| 第14回（2019年） | 312編    | 千代田賞     | 「千鳥ヶ淵の調べ～瀧廉太郎 別れの歌～」 | 友田海青   |
| 第15回（2020年） | 426編    | 大賞         | 「異国の古書店」                        | 中山夏樹   |
| 第15回（2020年） | 426編    | 千代田賞     | 「桜田濠の鯉」                          | 高平九     |
| 第16回（2021年） | 410編    | 大賞         | 「トライアド」                          | 砂濱子     |
| 第16回（2021年） | 410編    | 千代田賞     | 「インクは滴となって」                  | 井町知道   |
| 第17回（2022年） | 412編    | 大賞         | 「天使の忘れ物」                        | 齊藤啓祐   |
| 第17回（2022年） | 412編    | 千代田賞     | 「石垣に花咲く」                        | 酒井生     |
| 第18回（2023年） | 366編    | 大賞         | 「海の焚き火」                          | 杉乃坂げん |
| 第18回（2023年） | 366編    | 千代田賞     | 「見えないわたし」                      | 留周       |

## ちよだジュニア文学賞
特に、子どもの活字離れが深刻化する中で、幼い頃から活字に触れるきっかけづくりの一環で実施されている。選考委員は、一般社団法人日本児童文芸家協会理事長の矢部美智代が担当している。

### 応募資格
応募資格は、次のいずれかに該当する小学生および中学生とされている。
1. 千代田区在住・在学者
2. 千代田区在住・在学・在勤者の家族・知人